# Skarpabborrtjärnen (Svegs socken, Härjedalen, 687585-140548)
Skarpabborrtjärnen är en sjö i Härjedalens kommun i Härjedalen och ingår i Ljusnans huvudavrinningsområde.